# NWA New Jersey Light Heavyweight Championship

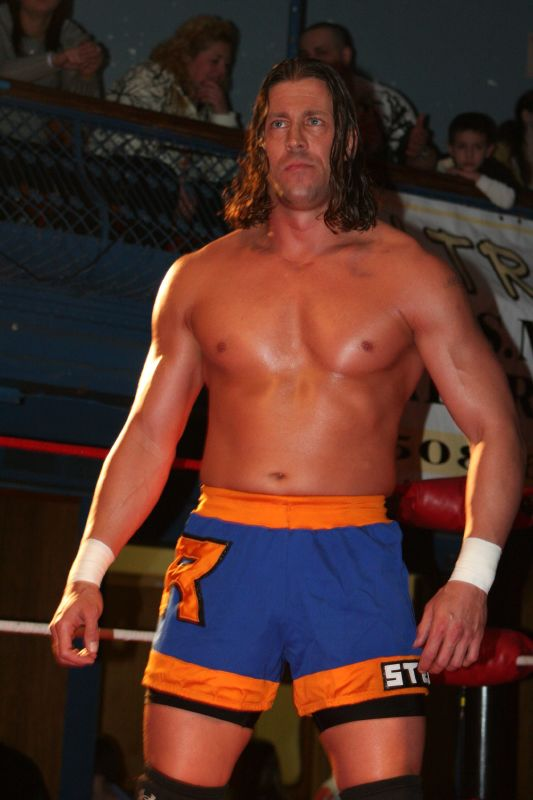
Stevie Richards, séptimo campeón.

El Campeonato de Peso Semicompleto de Nueva Jersey de la NWA (NWA New Jersey Light Heavyweight Championship en inglés) fue un campeonato de lucha libre profesional de la National Wrestling Alliance. Este campeonato fue defendido en el estado de Nueva Jersey de 1997 a 1998.

## Historia
El NWA New Jersey Light Heavyweight Championship fue creado el 3 de mayo de 1997 cuando Steve Corino derrotó a Adam Flash para convertirse en el primer campeón. Este campeonato también es conocido como NWA World Light Heavyweight Championship, sin embargo, no está relacionado con el Campeonato Mundial de Peso Semicompleto de la NWA que fue defendido en el Consejo Mundial de Lucha Libre.

## Lista de campeones
| Luchador:       | Reinado N°: | Derrotó a:                                  | Fecha:                   | Lugar:                      |
| --------------- | ----------- | ------------------------------------------- | ------------------------ | --------------------------- |
| Steve Corino    | 1           | Adam Flash                                  | 3 de mayo de 1997        | Freehold, Nueva Jersey      |
| Vacante         | N/A         | Vacante por razones desconocidas.           | 1997                     | Freehold, Nueva Jersey      |
| Devon Storm     | 1           | Reckless Youth                              | 14 de febrero de 1998    | Mount Holly, Nueva Jersey   |
| Vacante         | N/A         | Vacante por razones desconocidas.           | 31 de julio de 1998      | Mount Holly, Nueva Jersey   |
| Ace Darling     | 1           | Ray Odyssey                                 | 31 de julio de 1998      | Mount Holly, Nueva Jersey   |
| 911             | 1           | Ace Darling                                 | 21 de agosto de 1998     | Fairless Hills, Pensilvania |
| Vacante         | N/A         | 911 rebasó el peso semicompleto.            | 25 de septiembre de 1998 | Blackwood, Nueva Jersey     |
| Johnny Hot Body | 1           | Dory Dixon                                  | 25 de septiembre de 1998 | Blackwood, Nueva Jersey     |
| Rik Ratchett    | 1           | Johnny Hot Body                             | 25 de septiembre de 1998 | Blackwood, Nueva Jersey     |
| Stevie Richards | 1           | Rik Ratchett                                | 7 de noviembre de 1998   | Absecon, Nueva Jersey       |
| Rik Ratchett    | 2           | Stevie Richards                             | 13 de noviembre de 1998  | Hazlet, Nueva Jersey        |
| The Blue Meanie | 1           | Rik Ratchett                                | 5 de diciembre de 1998   | Toms River, Nueva Jersey    |
| Inactivo        | N/A         | Meanie fue despojado del título por la NWA. | 26 de diciembre de 1998  | Toms River, Nueva Jersey    |

## Mayor cantidad de reinados
- 2 veces: Rik Ratchett.

## Datos interesantes
- Reinado más largo: Devon Storm, 167 días.
- Reinado más corto: Johnny Hot Body, menos de 1 día.
- Campeón más viejo: Johnny Hot Body, 35 años y 105 días.
- Campeón más joven: Ace Darling, 23 años y 34 días.
- Campeón más pesado: 911, 140 kg (308 lb).
- Campeón más liviano: Rik Ratchett, 96 kg (211 lb).